# Rustem Umjerov
Rustem Enverovytj Umjerov (ukrainska: Рустем Енверович Умєров, krimtatariska: Rustem Enver oğlu Ümerov), född 19 april 1982 i Bulungur i Samarkand oblast i Uzbekiska SSR i Sovjetunionen (nu Samarkand viloyat i Uzbekistan), är en ukrainsk affärsman och politiker av krimtatariskt ursprung. 
Han är Ukrainas försvarsminister från 5 september 2023, då han efterträdde Oleksіj Reznіkov.